# Stora teatern (TV-serie)
För andra betydelser, se Stora teatern.
Stora teatern är en svensk dramaserie från 2002.

## Handling
Den store mästerregissören vid Stora teatern har avlidit, och det skapar ett kaos vid teatern. Det hela blir ett absurt drama fyllt med maktspel, förälskelser, erotik och intriger.

## Om serien
TV-serien sändes i SVT1 under perioden 22 oktober-12 november 2002.

## Rollista i urval
- Noomi Norén - Fatima
- Thomas Hellberg - Generalen
- Per Oscarsson - Berra
- Harriet Andersson - Estrid
- Antti Reini - Näslund
- Magnus Roosmann - Magnus
- Johan Rabaeus - Reino
- Björn Granath - Göran
- Lia Boysen - Anita Lindgren
- Emil Forselius - Hampus
- Malin Berghagen - Sonja
- Ulf Friberg - Jan
- Peter Engman - Anders
- Harald Lönnbro - Mats
- Anja Lundqvist - kåt garderobiär
- Åsa Kalmér - korrupt journalist

### Fotnoter
1. ↑  ”Stora teatern”. Svensk mediedatabas. 22 oktober 2002. https://smdb.kb.se/catalog/id/001583613. Läst 24 januari 2017.
2. ↑  ”Stora teatern”. Svensk mediedatabas. 12 november 2002. https://smdb.kb.se/catalog/id/001584397. Läst 24 januari 2017.